# موتورولا درويد يولترا (موبايل)
موتورولا درويد يولترا (بالإنجليزية: Motorola Droid Ultra)‏ هو هاتف ذكي من موتورولا للهواتف النقالة يعمل بنظام أندرويد، تم طرحه في الأسواق في 23 يوليو 2013.

## الخصائص
- نظام التشغيل: أندرويد
- الكاميرا الخلفية: 10 ميجابكسل
- الوزن: 137 غ (4.8 أونصة)
- المعالج: 1.7 جيجا هرتز ثنائي النواة
- الذاكرة: 2جيجابايت